# Тыл Вооружённых сил Российской Федерации

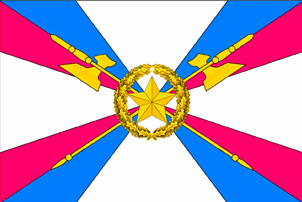
Флаг Тыла Вооружённых сил Российской Федерации.

Тыл Вооружённых сил Российской Федерации — составная часть Вооружённых сил Российской Федерации: совокупность воинских соединений, частей, подразделений, учреждений и специальных служб, осуществлявших с 1992 по 2010 годы тыловое и техническое обеспе́чение всех видов и родов войск (сил) ВС РФ.
В 2010 году структуры Тыла ВС РФ были реорганизованы в новую структуру — в систему Материально-технического обеспечения Вооружённых сил Российской Федерации (МТО ВС РФ).

## История
С созданием в мае 1992 года Вооружённых сил РФ сформировался и их тыл, базой для которого послужили соответствующие органы и элементы инфраструктуры Тыла ВС СССР.

## Структура
До 2010 года Тыл Вооружённых сил Российской Федерации включал в себя:
- Центральное управление военных сообщений Минобороны России;
- Главное военно-медицинское управление Минобороны России;
- Автомобильно-дорожное управление (до 2009 года — Центральное автомобильно-дорожное управление)[5] Минобороны России;
- Центральное управление ракетного топлива и горючего Минобороны России;
- Центральное продовольственное управление Минобороны России;
- Центральное вещевое управление Минобороны России;
- Служба пожарно-спасательная и местной обороны Вооружённых сил Российской Федерации;
- Ветеринарно-санитарная служба Вооружённых сил Российской Федерации;
- Управление экологической безопасности Вооружённых сил Российской Федерации;[6]
- Главное управление торговли Минобороны России;
- Управление по активному отдыху Минобороны России;
- Управление сельского хозяйства Минобороны России;
- Военно-научный комитет Тыла Вооружённых сил Российской Федерации;
- Секретариат начальника Тыла Вооружённых сил Российской Федерации;
- Отдел кадров Тыла Вооружённых сил Российской Федерации;
- Отдел военного образования Тыла Вооружённых сил Российской Федерации;
- Тыл Сухопутных войск;
- Тыл ВВС;
- Тыл ВМФ;
- Тыл КВ (1 декабря 2011 года на базе Космических войск сформированы Войска воздушно-космической обороны);
- Тыл РВСН;
- Тыл ВДВ;
- Тыл военных округов (флотов), групп войск (флотилий);
- Специальные войска тылового обеспечения:
  - Автомобильные войска,
  - Железнодорожные войска,
  - Дорожные войска,
  - Трубопроводные войска,
  - Войска охраны тыла.

## День тыла
В соответствии с Приказом министра обороны Российской Федерации от 28 июля 2011 г. № 1270 «О праздновании Дня Тыла Вооружённых сил Российской Федерации», День тыла ВС РФ отмечается 1 августа.

## Начальники тыла
- Фуженко Иван Васильевич, генерал-полковник (07.12.1991—18.07.1992);
- Чуранов Владимир Тимофеевич, генерал-полковник (18.07.1992—16.06.1997);
- Исаков Владимир Ильич, генерал армии (16.06.1997—02.12.2008);
- Булгаков Дмитрий Витальевич, генерал армии (02.12.2008—27.07.2010).